# Права ЛГБТ в Аргентине
Права лесбиянок, геев, бисексуалов и трансгендеров (ЛГБТ) в Аргентине являются одними из самых развитых в мире. Узаконив однополые браки 15 июля 2010 года, Аргентина стала первой такой страной в Латинской Америке, второй в Северной и Южной Америке и десятой в мире. После перехода Аргентины к демократии в 1983 году, ее законы стали более инклюзивными и принимающими ЛГБТ, как и общественное мнение.
Аргентина также «имеет один из самых полных в мире законов о правах трансгендеров»: ее Закон о гендерной идентичности, принятый в 2012 году, позволяет людям менять свой юридический пол, не сталкиваясь с такими препятствиями, как гормональная терапия, хирургическое вмешательство или психиатрический диагноз, который называет их ненормальными. Благодаря этому закону, а также созданию альтернативных школ и первого общественного центра для трансгендеров, BBC Mundo сообщила в 2014 году, что «Аргентина возглавляет транс-революцию в мире». В 2015 году Всемирная организация здравоохранения назвала Аргентину образцовой страной по обеспечению прав трансгендеров.
Социальное принятие также очень высоко. По результатам опроса, проведенного Pew Research Center в 2020 году, Аргентина была названа страной в Южной Америке с наиболее позитивным отношением общества к гомосексуальности: около трех четвертей (76%) опрошенных заявили, что гомосексуальность должна быть принята обществом. Столица и крупнейший город страны, Буэнос-Айрес, стал важным городом для ЛГБТ-туризма и был назван «гей-столицей Южной Америки». Тем не менее, сообщения о травле ЛГБТ, особенно молодежи, по-прежнему распространены.

## История

### Доколониальные времена
До испанской колонизации на территории современной Аргентины проживало множество групп населения. Среди них мапуче и гуарани, которые либо принимали гомосексуальные отношения, либо относились к ним равнодушно. Традиционно мапуче признавали третий пол, называемый уайе. У мапуче не было типичных западных представлений о сексе и сексуальности. Действительно, уайе считались не мужчинами и не женщинами, а некой смесью между ними. Они обычно играли определенные важные социальные роли, включая роль мачи, шамана у мапуче. Народ гуарани, как известно, также принимал гомосексуальность.
Приход Испанской империи в 16 веке привел к распространению христианства в Аргентине, что, в свою очередь, привело к негативному отношению к гомосексуальности. Испанцы называли коренные народы «дикарями» за гомосексуальные отношения, а мапуче называли «содомитами Патагонии». Содомия, очевидно, была одной из причин, по которой испанские конкистадоры объявили войну местным народам. После создания испанских губернаторств в Южной Америке содомия стала караться сожжением на костре.

### Независимость и начало 20-го века
Однополые сексуальные отношения стали легальны с 1887 года, когда Законом № 1920 (исп. Ley N.° 1920 del 7 de Diciembre de 1886) был принят первый федеральный Уголовный кодекс Аргентины. В Уголовном кодексе не упоминались половые акты по обоюдному согласию между взрослыми людьми. Однако до недавнего времени ряд местных нормативных актов, изданных провинциальными, муниципальными и местными властями, был направлен против «гомосексуализма». В соответствии с этими постановлениями ЛГБТ+ подвергались серьезным преследованиям.
В девятнадцатом веке в работах о «гомосексуализме» он рассматривался как медицинская патология, обвинение, выдвигаемое против политических противников, или как нечто, привнесенное в страну иностранцами. Единственным публичным образом гомосексуальности была городская проституция и общественные места, используемые для секс-туризма. В 1914 году постановка пьесы на гомосексуальную тему под названием Los Invertidos была вынужденно отменена, хотя в медицинских журналах было разрешено обсуждать гомосексуальность.
Сообщается, что преследование гомосексуалов полицией усилилось во время первого военного переворота 1930 года, который положил начало Бесславному десятилетию. Скандал с кадетами в 1942 году привел к самому жестокому преследованию геев в истории Аргентины, с серией полицейских рейдов и клеветы, в результате которых многие гомосексуалы оказались в тюрьме, другие отправились в изгнание, а двое покончили жизнь самоубийством. Это привело к разрешению публичных домов вблизи военных казарм в 1944 году. Сообщения о политике в период правления перонистов (1946-1955 гг.) расплывчаты и противоречивы. В 1946 году Ева Перон предоставила свою личную защиту Мигелю де Молине, а некоторые сообщения утверждают, что Хуан Перон приказал полиции и военным не участвовать в избиениях геев.

### Грязная война
Первой организацией по защите прав ЛГБТ+ была Nuestro Mundo, созданная в 1967 году Эктором Анабитарте. Она представляла фронт гомосексуального освобождения, который искал союза с левыми политиками для продвижения гражданских прав. Толчком к созданию Nuestro Mundo послужила диктатура Хуана Карлоса Онгани, режим которого сильно подавлял и подчинял членов ЛГБТ+ сообщества. Хотя создание Nuestro Mundo стало знаковым моментом в движении за права ЛГБТ+ в Аргентине в целом, оно не стало началом эпохи реформ или расширения прав членов сообщества. Вместо этого группа в целом избегала политической активности и занималась в основном привлечением внимания к притеснениям, которым подвергалось ЛГБТ+ сообщество. Особое внимание она уделяла прекращению жестокости полиции по отношению к гомосексуалам и призывала к отмене законов против ЛГБТ+. Хотя сама Nuestro Mundo не добилась больших успехов, она вдохновила на создание других ЛГБТ+ групп, таких как Safo, организация лесбиянок. В конечном итоге Nuestro Mundo объединилась с другими группами активистов - Safo, El Grupo Profesionales, Emanuel, Alborada, Bandera Negrea и Eros - для создания в 1971 году Фронта гомосексуального освобождения (FLH), который просуществовал до 1976 года. Новая организация была создана всего через два года после Стоунволлских бунтов в Нью-Йорке, события, которое активизировало активистов в Аргентине.
За пять лет своего существования FLH объединилась с феминистками, марксистами и другими левыми группами и была более открыто политически активна, чем ее предшественники. Хотя ее политические цели были похожи на цели западных организаций, которые были образцом для ЛГБТ+ активизма, ее методы отличались от западных. Например, FLH была менее озабочена установлением консолидированной демократии; вместо этого она была сосредоточена на обеспечении свободы и равенства через антиимпериализм и «политику рабочего класса», отсюда и союзы с левыми организациями, которые не обязательно были вовлечены в ЛГБТ+ активизм.
Переворот 1976 года и начало новой диктатуры уничтожили это движение. Дважды ЛГБТ+ активисты и члены сообщества подвергались прямым нападкам со стороны режима. В ходе подготовки к чемпионату мира по футболу 1978 года, который проходил в Аргентине, военные и, возможно, местная полиция провели «чистку», в ходе которой они арестовывали, избивали и жестоко подавляли членов ЛГБТ+ сообщества. Вторая чистка, инициированная военизированной организацией Comando Cóndor, проходила с января 1982 по январь 1983 года. В этот период были убиты 18 геев, включая активиста FLH.

### Настоящее время

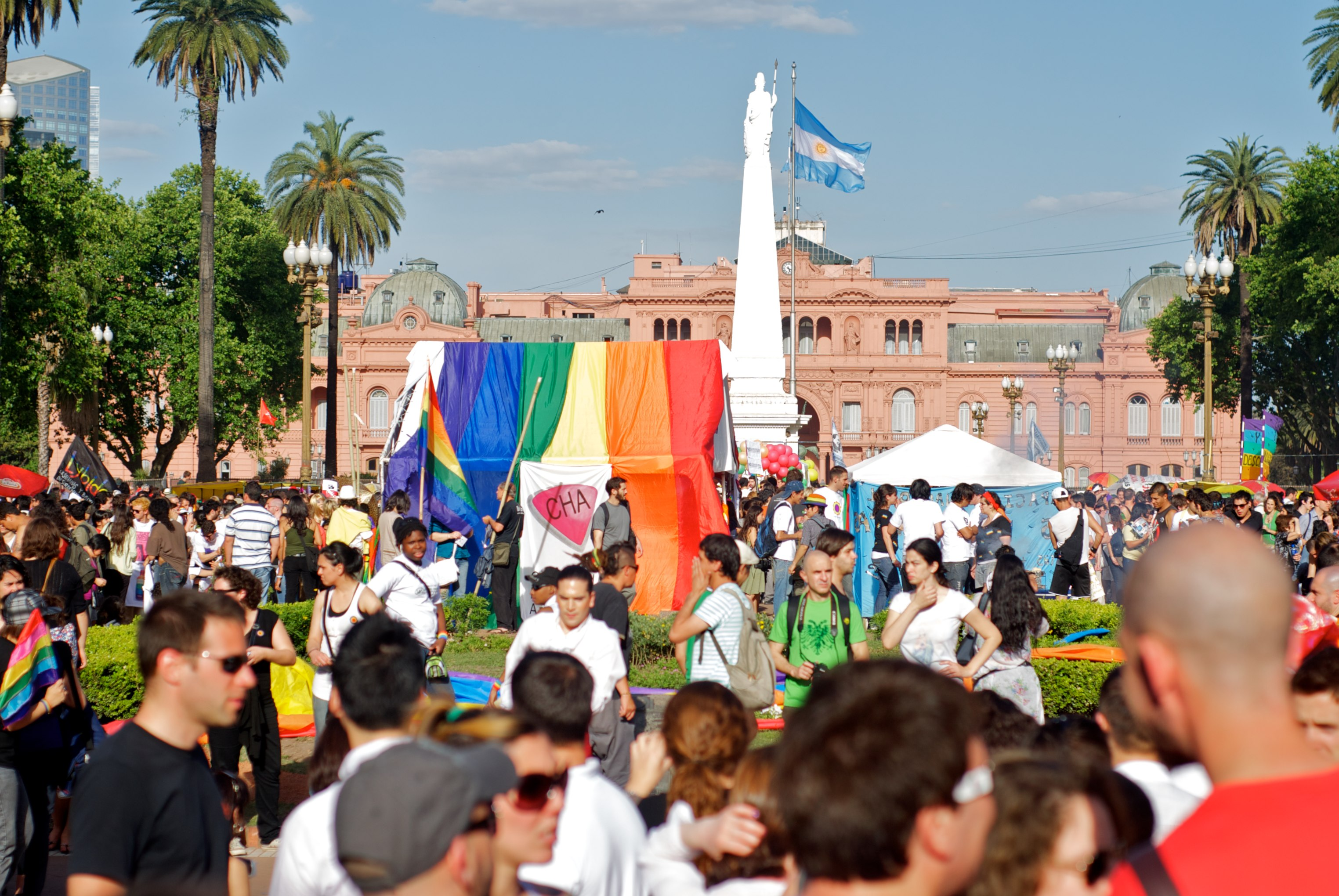
Площадь Майо во время парада гордости в Буэнос-Айресе в 2010 году

Возвращение к демократии в 1983 году позволило создать движение за права ЛГБТ+. В этот начальный период демократизации открылся первый гей-бар, и ЛГБТ+ сообщество стало более открытым, с фестивалями гордости, публикациями и политической активностью. В результате этого в апреле 1984 года была основана организация Comunidad Homosexual Argentina (CHA), помимо других, созданных Карлосом Хауреги. Организация сохраняла свою силу и единообразие в течение 1980-х годов, а в 1990-х годах начались расколы. Из CHA начали формироваться всевозможные группы, такие как Convocatoria Lesibanana, Sociedad de Integración Gay-Lésbica Argentina и Transexuales por el Derecho a la Vida y la Identidad. Поскольку эти и многие другие группы становились все более политическими и хотели институциональных, правовых изменений, в 2006 году они пришли к консенсусу: им необходимо объединиться и создать единую организацию, которая позволила бы им эффективно добиваться изменений. Так появилась Аргентинская федерация лесбиянок, геев, бисексуалов и транссексуалов (FALGBT).
Несмотря на влияние CHA, FALGBT отличалась: она была особенно сосредоточена на легализации однополых браков; она считается "зонтичной организацией", и поэтому менее централизована; и ее больше волнуют вопросы, не связанные с правами геев, такие как права геев-женщин и феминизм. Кроме того, она была менее озабочена соответствием гетеронормативным представлениям о гендере и сексуальности, чем CHA - она открыто одобряла и поддерживала трансгендерность и других людей, бросающих вызов гендерной бинарности. FALGBT зашла так далеко, что соперничала с попытками CHA легализовать гражданские союзы для однополых пар, требуя вместо этого полноценных, законных браков. На FALGBT сильно повлияла Испания, особенно после того, как Испания - католическая страна, как и Аргентина - легализовала однополые браки. Испанская федерация лесбиянок, геев, транссексуалов и бисексуалов (FELGTB) считается образцом для организации. По этим причинам CHA все еще является отдельной организацией от FALGBT. После легализации однополых браков в 2010 году FALGBT продолжает выступать за права и представительство ЛГБТ+ в Аргентине. Среди других его успехов можно назвать: принятие Закона о гендерной идентичности в 2012 году, который позволяет людям легально менять пол без разрешения врачей или медицинских учреждений, а также обеспечивает небинарным, трансгендерным и гендерно-неконформным людям равный доступ к медицинскому обслуживанию; отмена «Кодексов ошибок», сборника законов, которые «криминализировали сексуальное разнообразие»; обеспечение преподавания в школах про-ЛГБТ+ сексуального образования; принятие законов, которые защищают ЛГБТ+ студентов от буллинга и других форм преследования; и, наконец, принятие закона, позволяющего ЛГБТ+ семьям использовать репродуктивные технологии, такие как экстракорпоральное оплодотворение, без дискриминации.
После создания FALGBT и легализации однополых браков, ЛГБТ+ в Аргентине стали более заметны. Например, в 2007 году в Буэнос-Айресе прошел Международный кубок мира среди геев, в котором победила аргентинская команда. В последние годы также предпринимаются усилия по привлечению ЛГБТ+ туристов в Буэнос-Айрес, в надежде, что рост туризма поможет экономике страны.
Несмотря на эти достижения, в правительстве и судебной системе Аргентины все еще встречаются случаи, которые можно считать анти-ЛГБТ+ настроениями. В 2015 году судья смягчил приговор мужчине, осужденному за изнасилование шестилетнего мальчика, на основании того, что ребенок имел «гомосексуальную ориентацию». Агентство Франс-Пресс сообщило, что Анибаль Фернандес призвал к импичменту судей, принявших это решение, назвав его «одним из самых больших позоров, которые мы когда-либо видели в этой стране».

## Признание однополых отношений

### Справочная информация
В 2005 году, после учреждения гражданских союзов в провинции Рио-Негро и городе Буэнос-Айрес, судья приказал администрации тюрьмы в провинции Кордова разрешить супружеские свидания между заключенными-геями и их партнерами. Законы, утверждающие гражданские союзы для однополых пар в городе Буэнос-Айрес и провинции Рио-Негро, были одобрены в 2002 и 2003 годах, соответственно, а в городе Вилья-Карлос-Пас - в 2007 году. В 2009 году город Рио-Куарто также начал разрешать гражданские союзы. Эти союзы предоставляют многие из тех же прав и привилегий, что и у супружеских пар, однако усыновление детей в их число не входит. «Союзы сосуществования» (исп.: unión convivencial) были признаны законными по всей стране 1 августа 2015 года после вступления в силу Гражданского и коммерческого кодекса, который заменил прежний Гражданский кодекс.
Опрос, проведенный в начале 2007 года, показал, что 75% опрошенных в городе Буэнос-Айрес считают, что геям и лесбиянкам должно быть разрешено вступать в брак, тогда как в 2009 году 66% аргентинцев поддержали однополые браки, если рассматривать всю страну.

### Решение суда 2009 года
В ноябре 2009 года судья постановил, что запрет на однополые браки является неконституционным, и разрешил брак мужской паре, Алексу Фрейре и Хосе Марии Ди Белло. Это решение было названо «первым юридическим событием» агентством Рейтер, которое заявило, что оно «создает прецедент, который может проложить путь для католической страны стать первой в Латинской Америке, разрешившей однополые браки». Фрейре и Ди Белло подтвердили, что они «первая однополая пара в Латинской Америке, получившая право на брак». Глава правительства автономного города Буэнос-Айрес Маурисио Макри подтвердил, что не будет обжаловать решение. Макри заявил, что решение было «важным шагом, потому что мы должны научиться жить в условиях свободы, не ущемляя права других», позже добавив, что «мы должны сосуществовать и принять эту реальность. Мир движется в этом направлении». Свадьба была окончательно приостановлена после того, как другой судья отменил первоначальное решение в конце ноября 2009 года. Наконец, 28 декабря 2009 года пара поженилась в Ушуайе, провинция Огненная Земля, став первой однополой парой в Латинской Америке. Их поддержала губернатор Огненной Земли Фабиана Риос, которая подписала указ об одобрении свадьбы на основании судебного решения от ноября 2009 года. Поскольку это решение применимо только в случае, представленном Фрейре и Ди Белло, другим однополым парам пришлось обратиться в судебную инстанцию, дождаться решения о неконституционности, а затем отправиться в Огненную Землю для заключения брака.

### Легализация однополых браков
Первый законопроект в поддержку однополых браков, за который выступала FALGBT, был представлен в 2007 году, и хотя он провалился, он привлек внимание общественности к вопросу об однополых браках и позволил внести еще два законопроекта в 2009 году.
Однополые браки были легализованы в Аргентине 15 июля 2010 года после положительного голосования как в Палате депутатов (нижняя палата), так и в Сенате (верхняя палата). Таким образом, однополые пары имеют право на те же льготы и защиту, что и разнополые пары (включая усыновление). В некоторых городах также действуют законы о гражданских союзах, которые продолжают оставаться альтернативой браку, но предлагают более ограниченные права. После принятия закона Аргентина стала второй страной в Северной и Южной Америке, легализовавшей однополые браки, а также первой в Латинской Америке, и десятой в мире, после Бельгии, Канады, Исландии, Нидерландов, Норвегии, Португалии, Южно-Африканской Республики, Испании и Швеции.
Вплоть до легализации однополых браков католическая церковь Аргентины вела бесконечную работу против однополых браков. Однако, в отличие от других стран Латинской Америки, где церковь, возможно, добилась большего успеха, Аргентина является относительно светским обществом. Уровень посещаемости церкви один из самых низких в Латинской Америке (только 22% населения регулярно посещали церковь в 2014 году), что делает менее вероятным непосредственное влияние церкви на аргентинцев по некоторым вопросам, таким как однополые браки.

## Усыновление и воспитание детей
Однополые пары могут законно усыновлять детей с июля 2010 года, когда вступило в силу законодательство об однополых браках.
С 2013 года лесбийские пары имеют равный доступ к ЭКО. Закон, разрешающий такие процедуры, был одобрен Палатой депутатов 204 голосами против 1 при 10 воздержавшихся в июне 2013 года.

## Защита от дискриминации

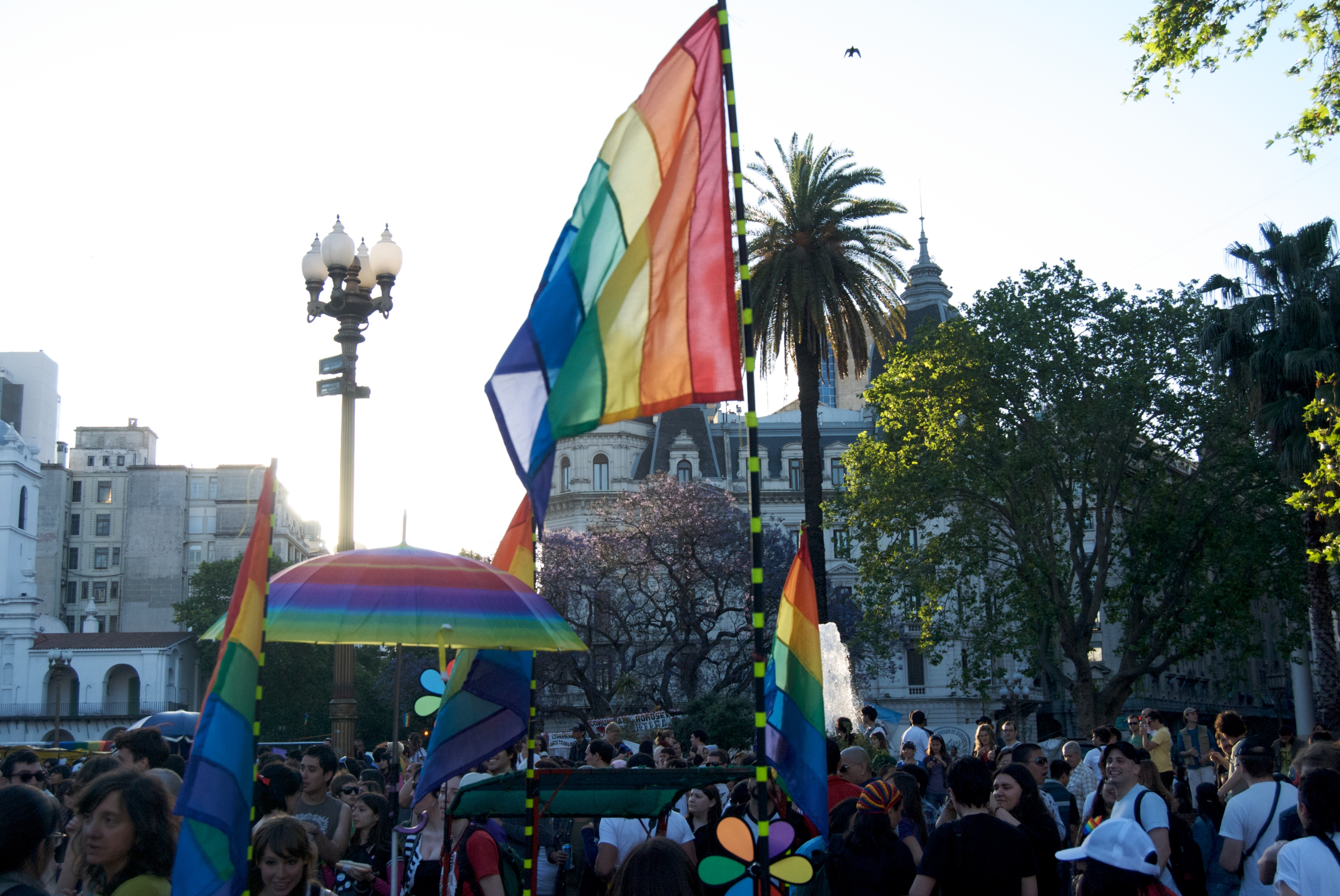
Радужный флаг на параде гордости в Буэнос-Айресе в 2009 году

По состоянию на 2019 год не существует национального закона, который бы прямо касался дискриминации или преследования по признаку сексуальной ориентации или гендерной идентичности, хотя автономный город Буэнос-Айрес и город Росарио (третий по численности населения в стране) включают сексуальную ориентацию в свои гражданские права и антидискриминационные законы. 13 августа 2010 года Палата депутатов одобрила поправку к антидискриминационному закону, запрещающую дискриминацию на основе сексуальной ориентации и гендерной идентичности, но она не была проголосована Сенатом. Новое предложение было внесено в мае 2013 года.
27 марта 2015 года ведущей группой по защите прав ЛГБТ и несколькими членами Конгресса в Национальный конгресс был внесен всеобъемлющий федеральный антидискриминационный закон. Первое обсуждение законопроекта в комиссии состоялось 29 апреля, но впоследствии оно застопорилось. Новый законопроект был представлен в Сенат в июне 2016 года.
Дискриминация сотрудников Национальной государственной администрации (исп.: Administración Pública Nacional) по признаку сексуальной ориентации является незаконной с 2006 года.

### Закон о преступлениях на почве ненависти
В 2012 году в Уголовный кодекс были внесены поправки, предусматривающие наказание вплоть до пожизненного заключения за преступления на почве ненависти, основанные на сексуальной ориентации, гендерной идентичности или самовыражении.
Статья 80(4) Уголовного кодекса (исп. Delitos contra las personas - «Преступления против личности») гласит, что пожизненное заключение назначается любому, кто убивает ради удовольствия, жадности и ненависти по расовым, религиозным причинам, по признаку пола, сексуальной ориентации, гендерной идентичности или самовыражения.

## Гендерная идентичность и самовыражение
Дискриминация и преследования по признаку гендерной идентичности остаются проблемой, хотя сообщество трансгендеров стало более заметным и политически организованным.
В 1997 году для защиты прав трансгендеров была создана Ассоциация борьбы за идентичность травести-транссексуалов (исп. Asociación de Lucha por la Identidad Travesti-Transsexual). Одна из ее первых побед была одержана в 2006 году, когда Верховный суд отменил решение суда низшей инстанции, утверждавшего, что трансгендеры не имеют законного права организовывать и проводить кампании в защиту своих прав.
В 2007 году Верховный суд постановил, что 17-летняя девушка имеет законное право пройти процедуру смены пола и внести изменения в свои юридические документы, чтобы отразить эту операцию.
В 2009 году Марсела Ромеро добилась законного права на изменение своей личности, и правительство присвоило ей почетное звание. Она была удостоена звания «Почетная конгрессвумен года». Ромеро остается одним из ведущих защитников прав человека трансгендерных людей в Аргентине.
В 2012 году Сенат единогласно одобрил Закон о гендерной идентичности (исп. Ley de Identidad de Género). Этот закон предоставляет взрослым людям право на операцию по изменению пола и гормональную терапию в рамках государственных или частных планов медицинского обслуживания. Закон также позволяет изменять пол, изображение или имя при рождении в записях актов гражданского состояния без разрешения врача или судьи. В 2013 году шестилетняя девочка по имени Луана, которой при рождении указали мужской пол, стала первым ребенком-трансгендером в Аргентине, которому официально изменили имя в документах, удостоверяющих личность. Считается, что она самая юная из тех, кто воспользовался Законом о гендерной идентичности.
Провинция Мендоса и провинция Санта-Фе стали первыми юрисдикциями в стране, которые разрешили людям оставлять запись о своем поле пустой вместо выбора «мужской» или «женский». 20 июля 2021 года президент Альберто Фернандес подписал Указ о необходимости и срочности (исп. Decreto 476/2021), обязывающий Национальный реестр лиц (RENAPER) разрешить третий пол во всех национальных удостоверениях личности и паспортах, обозначенный как «X». Эта мера распространяется и на неграждан, постоянно проживающих в стране и имеющих аргентинские удостоверения личности. В соответствии с Законом о гендерной идентичности, это сделало Аргентину одной из немногих стран в мире, где небинарный пол юридически признается во всех официальных документах.

## Военная служба
27 февраля 2009 года парламент Аргентины принял широкий закон о военной реформе. Одно из положений закона разрешает геям, лесбиянкам и бисексуалам служить в армии и запрещает дискриминацию по признаку сексуальной ориентации в вооруженных силах. Закон вступил в силу через шесть месяцев после принятия.

## Донорство крови
В сентябре 2015 года Аргентина отменила запрет на сдачу крови геями и бисексуалами.

## Конверсионная терапия
С 2010 года в области психического здоровья не может быть поставлен диагноз исключительно на основании «сексуального выбора или идентичности».

## ВИЧ/СПИД и половое воспитание
Всестороннее сексуальное образование традиционно было и до сих пор остается запретной темой в аргентинской политике. В связи с этим было трудно провести профилактическую кампанию, ориентированную на молодежь, из-за религиозных возражений со стороны духовенства, родителей и местных чиновников. Аналогичным образом, хотя медицинское обслуживание является правом каждого гражданина, оно зачастую недоступно для жителей сельских районов. Большая часть средств на государственное образование и лечение поступает от частных благотворительных организаций, НПО и международных организаций.
В 2006 году в Аргентине был принят закон о половом воспитании, хотя его критиковали за то, что он не делает достаточно для предотвращения издевательств над ЛГБТ-молодежью. В 2017 году правительство запустило цифровую платформу, которая информирует молодых людей о различных темах «в веселой, дружественной и наглядной форме». Платформа затрагивает такие темы, как гендерное насилие, права ЛГБТ, контрацепция, расстройства пищевого поведения и наркотики.
В 1990 году в Аргентине был принят закон о ВИЧ/СПИДе - Национальный закон 23.798 о ВИЧ/СПИДе, который также подвергся критике. Критики указывали на то, что он не учитывает интересы людей, живущих с другими венерическими заболеваниями, помимо ВИЧ/СПИДа, и по этой причине в 2016 и 2018 годах были представлены два различных проекта с целью внесения изменений в существующий закон 1990 года.
В статье 1 Национального закона 23.798 о ВИЧ/СПИДе провозглашается национальная заинтересованность в борьбе с синдромом приобретенного иммунодефицита (СПИД), которая включает выявление и исследование возбудителей заболевания, диагностику и лечение болезни, ее профилактику, помощь и реабилитацию, а также меры, принимаемые для предотвращения ее распространения. Кроме того, в качестве национального органа, ответственного за соблюдение закона, определено Министерство здравоохранения и социальных действий. Также в законе говорится, что за выполнение закона будут отвечать соответствующие санитарные органы каждой юрисдикции. Кроме того, закон предусматривает обязательное выявление ВИЧ и антител к нему в крови человека, предназначенной для переливания крови и плазмы. Закон также предусматривает обязательное тестирование доноров, чьи органы будут пересаживаться, и отбраковку образцов крови и органов для пересадки, в которых обнаружена положительная реакция на ВИЧ.
В конце 2015 года Национальное министерство здравоохранения совместно с представителями 35 организаций гражданского общества, включая научные учреждения, организации, работающие в данной сфере, и людей, живущих с ВИЧ, завершили свой долгосрочный проект по внесению изменений в закон 1990 года и создали проект закона о ВИЧ/СПИДе (E6139-D-16), который они представили Конгрессу в 2016 году.
Согласно этому проекту, закон должен быть изменен, чтобы объявить национальным интересом не только борьбу, профилактику, диагностику, расследование, контроль и комплексное лечение СПИДа, но и гепатита и других заболеваний, передающихся половым путем. Проект также направлен на прекращение дискриминации и стигматизации людей, живущих с этими заболеваниями. Кроме того, он объявляет национальным интересом лекарства, вакцины и продукты для лечения ВИЧ, гепатита и других заболеваний, передающихся половым путем, а также исследование и развитие местных технологий для национального общественного производства таких материалов, которые гарантируют устойчивость государственной политики и защиту национального санитарного суверенитета.
Проект также предусматривает создание Национальной комиссии по ВИЧ, гепатиту и ЗППП, в состав которой войдут представители государственных органов, граждане Аргентины из организаций людей, живущих с ВИЧ и ЗППП, научных учреждений и др. Кроме того, проект способствует созданию специального фонда, направленного на укрепление организаций людей, живущих с ВИЧ и гепатитом, целью которого будет гарантировать соблюдение нового закона, а также созданию национального органа, занимающегося вопросами стигмы и дискриминации, связанными с ВИЧ, гепатитом и ЗППП, с целью сделать эти проблемы видимыми и бороться с нарушением прав человека, от которого страдают люди, живущие с ВИЧ и СПИДом.
Другие важные нововведения, включенные в проект 2016 года, - это обязательное проведение тестов на ВИЧ при каждом посещении врача и выявление не только вируса иммунодефицита человека (ВИЧ), но и гепатита и других ИППП, а также антител к ним в крови человека, которая впоследствии будет использоваться для переливания крови или плазмы. Что касается того, что в законе 1990-х годов говорилось об исследовании доноров, чьи органы будут пересажены, то новый проект придерживается той же точки зрения, включая также и ранее упомянутые заболевания.
Что касается ВИЧ и СПИДа в сфере труда и образования, то проект 2016 года направлен на защиту прав работников и студентов, которые могут столкнуться с дискриминацией и враждебностью в связи с их ВИЧ/СПИДом, например, запрещая компаниям и учебным заведениям требовать от работников и студентов раскрытия их ВИЧ-статуса в качестве предварительного условия для поступления.
Законопроект 2016 года был представлен дважды - в 2016 и 2017 годах. В 2016 году он был успешно одобрен в комиссии по здравоохранению, но в итоге не стал законом. В следующем году он был представлен снова, но Конгресс отдал приоритет обсуждению трудовой реформы Аргентины, поэтому рассмотрение проекта было отложено.
В 2018 году, спустя два года после представления в Конгресс законопроекта 2016 года, в Конгресс был внесен новый проект (3550-D-2018) с целями, аналогичными предыдущему. Это была вторая попытка обновления Национального закона 1990 года о ВИЧ/СПИДе, и она также не увенчалась успехом. Более того, проект закона 2018 года был снова отклонен в 2019 году.

## Условия жизни

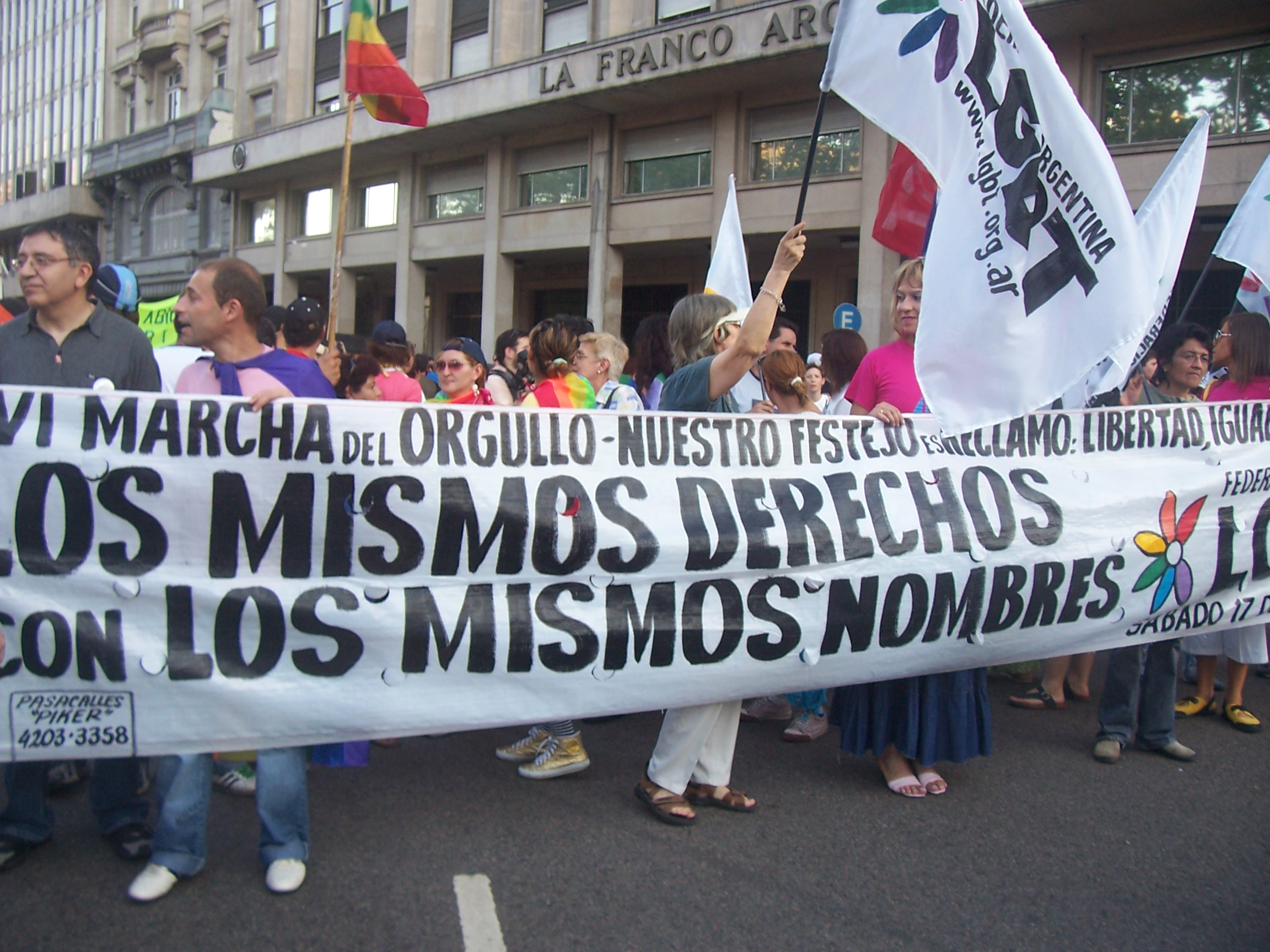
Гей-парад в Буэнос-Айресе (2007)

После окончания диктатуры в 1983 году и последующего перехода к свободной демократии в Аргентине произошел значительный сдвиг в отношении общества к ЛГБТ. Во время диктатуры ЛГБТ активно преследовались; многие были убиты, избиты, изнасилованы или исчезли. Гомосексуальность, трансгендерные люди и однополые отношения рассматривались обществом, военным режимом и католической церковью как «ненормальные», «декадентские» и «недочеловеческие». За десятилетия после диктатуры Аргентина сделала «большой шаг вперед» в признании юридических прав ЛГБТ. В конце 1980-х и начале 1990-х годов были созданы многочисленные ЛГБТ-организации, которые проводили кампании за права ЛГБТ и привлекали внимание общественности к их проблеме. В 2010 году страна стала десятой в мире, легализовавшей однополые браки, несмотря на противодействие влиятельной католической церкви. Другие правовые реформы включают принятие закона о преступлениях на почве ненависти, охватывающего сексуальную ориентацию и гендерную идентичность, легализацию гражданских союзов, разрешение однополым парам усыновлять детей, разрешение геям и бисексуалам сдавать кровь, запрет конверсионной терапии и принятие закона о признании трансгендерности, что позволило BBC Mundo заявить, что «Аргентина возглавляет транс-революцию в мире». Отношение в обществе также претерпело значительные изменения: от враждебности и антипатии к принятию и терпимости. Опрос 2013 года показал, что 74% аргентинцев считают, что гомосексуальность должна быть принята обществом. Среди молодых респондентов этот показатель составил 81%. Согласно опросу 2009 года, две трети аргентинцев высказались за однополые браки. Этот рост общественного принятия привел к тому, что члены ЛГБТ-сообщества стали публичными и открытыми.
Аргентину часто называют одной из самых дружественных к ЛГБТ стран Южной Америки. В Буэнос-Айресе, столице страны, существует заметная ЛГБТ-сцена: множество гей-баров, ночных клубов, кафе, ресторанов и других заведений и мероприятий. Прозванный «гей-столицей Южной Америки», Буэнос-Айрес стал важным получателем ЛГБТ-туризма. Из-за запретов на однополые браки в стране многие пары из соседних стран приезжают в Буэнос-Айрес, чтобы заключить брак, поскольку в Аргентине нет требований к месту жительства для заключения брака. За пределами Буэнос-Айреса заметные ЛГБТ-сцены есть в Кордове, Росарио, Мендосе, Пуэрто-Мадрине, Ушуайе и Мар-дель-Плата.
В мае 2015 года PlanetRomeo, социальная сеть ЛГБТ, назвала Аргентину второй после Уругвая самой счастливой страной Южной Америки для геев.

### Парады гордости
Прайд Буэнос-Айреса (исп. Marcha del Orgullo LGBT de Buenos Aires) - это ежегодный парад гордости, проводимый в городе. Впервые он состоялся в 1992 году, в нем приняли участие около 300 человек, и с тех пор с каждым годом их число растет. В 2018 году в празднике приняли участие около 100 000 человек. Другие города, включая Кордову и Мендосу, проводили парады гордости с 2008 и 2011 годов соответственно; в обоих случаях посещаемость была хорошей.

### Общественное мнение
По результатам опроса общественного мнения, проведенного Pew Center Research в 2020 году, Аргентина стала самой позитивной страной Южной Америки в отношении общества к гомосексуальности: около трех четвертей (76%) опрошенных заявили, что гомосексуальность должна быть принята обществом. Среди молодежи этот показатель еще выше (82%). Большинство аргентинцев поддерживают легализацию однополых браков.

## Итоговая таблица
| Права                                                                                             | Статус легальности |
| ------------------------------------------------------------------------------------------------- | --- |
| Однополые сексуальные отношения легальны                                                          | с 1887 |
| Равный возраст сексуального согласия (13)                                                         | с ноября 2021 |
| Анти-дискриминационные законы                                                                     | Только в Росарио и Буэнос-Айресе; на рассмотрении по всей стране                                                              |
| Закон о преступлениях на почве ненависти включает сексуальную ориентацию и гендерную идентичность | с 2012 года по отягчающему обстоятельству                                                                                     |
| Однополый брак                                                                                    | с 2010 |
| Признание однополых союзов(например, незарегистрированное сожительство, гражданские союзы)        | Начало в Буэнос-Айресе в 2002 году                                                                                            |
| Усыновление однополыми парами                                                                     | с 2010 |
| Совместное усыновление однополыми парами                                                          | с 2010 |
| Признание усыновления для одиноких людей независимо от сексуальной ориентации                     | с 1871 |
| Лесбиянкам, геям и бисексуалам разрешено открыто служить в армии                                  | с 2009 |
| Трансгендерам разрешили открыто служить в армии                                                   | с февраля 2021 |
| Право на изменение юридического пола                                                              | с 2012 |
| Право "третьего пола"                                                                             | с 2021 |
| Отпуск по уходу за ребенком для однополых пар после усыновления                                   | Отпуск по уходу за ребенком после усыновления не предоставляется, но может быть предоставлен судьями и коллективным договором |
| Отпуск по уходу за ребенком после рождения ребенка для лесбийских пар                             | 90 дней для матери и 2 дня для партнера, коллективные договоры могут давать больше дней                                       |
| Доступ к ЭКО для лесбиянок                                                                        | с 2013 |
| Конверсионная терапия запрещена                                                                   | с 2010 |
| Коммерческое суррогатное материнство для гей-пар                                                  | Не регулируется |
| Мужчины, имеющие секс с мужчинами допущены к сдаче крови                                          | c 2015 года |